# Østensjøbanen
Østensjøbanen er en af de fire østlige baner på T-banen i Oslo, der ligger mellem Hellerud og Mortensrud.
Banen betjenes af T-banens linje 3, der går mellem Kolsås på Kolsåsbanen og Mortensrud.

## Historie
I 1926 åbnedes en sporvejslinje fra fra Vålerenga til Oppsal, der fra Brynseng hovedsageligt lå i eget tracé og dermed fungerede som en forstadsbane. Banen skulle betjene den såkaldte Østensjøbyen: Oppsal, Bøler og Manglerud, der ligesom banen havde navn efter den nærliggende Østensjøvannet. Efter at Lambertseterbanen åbnede i 1957, og Manglerud fik egen station, betjente banen kun områderne på østsiden af Østensjøvannet. Sporvejslinjen blev forlænget til Bøler i 1958. Efterfølgende blev banen ombygget med strømskinne fra Brynseng og gjort til en del af T-banenettet i 1967. Den blev også forlænget til Skullerud via Bogerud i 1967, hvorved alt større bebyggelse i det sydøstlige Oslo (nu bydelen Østensjø) på det tidspunkt var dækket.
Nogle år efter gik Oslo kommune imidlertid i gang med arbejdet med nye boligområder længere mod sydøst, der nu alle ligger i bydelen Søndre Nordstrand. Ved Mortensrud med Lofsrud og Bjørndal lidt længere mod syd begyndte udbygningen midt i 1980'erne. I 2001'erne begyndte man også at planlægge yderligere udbygning øst for Bjørndal på den anden side af Europavej E6 med områderne Gjersrud/Stensrud. Disse udbygninger medførte, at man forlængede Østensjøbanen, selvom man også havde overvejet Lambertseterbanen til formålet. Mortensrud Station blev åbnet i 1997 og er i dag banens endestation.
I 2010 så Ruter i en rapport på forskellige muligheder for at dække de andre nye områder i bydelen. En af hovedmulighederne er yderligere forlængelse af Østensjøbanen, mens en forlængelse af sporvejen Ekebergbanen er et alternativ. Rapporten anslog at en forlængelse af Østensjøbanen i fuldt omfang vil koste 2,1 mia. NOK og kræve seks nye stationer ved:
- Lofsrud (13,7)
- Bjørnholt (14,7)
- Bjørndal senter (15,6)
- Bjørndal sør (16,5)
- Gjersrud sør (17,4)
- Stensrud (18,3)

Afstand fra Jernbanetorget i antal km i parentes. Mortensrud Station ligger 13,0 km fra Jernbanetorget.
Hvad passagertallene angår skriver rapporten: "Det samlede antal påstigende pr. døgn på de seks nye metrostationer frem til  Gjersrud-Stensrud er beregnet til omkring 14.000, i gennemsnit ca. 2.300 påstigende pr. station. Det er mere end hvad de fleste stationer på Østensjøbanen har i dag."
Projektet er imidlertid ikke med i Oslopakke 3.